# Shangzhang (sockenhuvudort i Kina, Zhejiang Sheng, lat 28,67, long 120,73)
Shangzhang (kinesiska: 上张, 上张乡) är en sockenhuvudort i Kina. Den ligger i provinsen Zhejiang, i den östra delen av landet, omkring 180 kilometer söder om provinshuvudstaden Hangzhou. Antalet invånare är 5 231. Befolkningen består av 2 459 kvinnor och 2 772 män. Barn under 15 år utgör 19,0 %, vuxna 15-64 år 61 %, och äldre över 65 år 18,0 %.
Runt Shangzhang är det ganska tätbefolkat, med 248 invånare per kvadratkilometer. Närmaste större samhälle är Baita, 16,6 km nordväst om Shangzhang. I omgivningarna runt Shangzhang växer i huvudsak blandskog.
Genomsnittlig årsnederbörd är 2 402 millimeter. Den regnigaste månaden är juni, med i genomsnitt 411 mm nederbörd, och den torraste är januari, med 67 mm nederbörd.